# 全州教育大学校
全州教育大学校（チョンジュきょういくだいがっこう、朝鮮語: 전주교육대학교、英語: Jeonju National University of Education）は、大韓民国の全北特別自治道全州市完山区にある国立大学。

## 歴史
1923年に開校した全羅北道公立師範学校が始まり。1936年、全州師範学校となる。
光復後の1962年、全北大学校の併設教育大学として2年制の全州教育大学に改編される。1963年には国立となり、1969年附設初等教員研修院を設置、1978年、群山市に付属国民学校を設置する。1983年に4年制となり、1993年には現校名へ改称される。

## 学部
- 倫理教育科
- 国語教育科
- 社会科教育科
- 数学教育科
- 科学教育科
- 実科教育科
- 音楽教育科
- 美術教育科
- 体育教育科
- 初等教育科
- 英語教育科
- コンピュータ教育科

## 大学院
- 教育大学院

## 付属機関
- 全州付設小学校
- 群山付設小学校